# Катастрофа на „Боинг 707“ на „Престиж Еърлайнс“ през 2002 г.
На 4 юли 2002 г. самолет „Боинг 707-123B“, който изпълнява международен пътнически полет от летище „Нджамена“, Нджамена, Чад, до летище Мая-Мая, Бразавил, Република Конго, се разбива в земята при ясно време в опит за аварийно кацане близо до пистата на летище „Банги“, Централноафриканската република. Самолетът експлодира при сблъсъка и според съобщенията причинява срутване на покрива на празна къща. В катастрофата загиват 28 души от общо 30 пътници и екипаж на борда на машината.
Двамата оцелели са бордният инженер Лоран Табако и жена от Чад, като са приети в болница. Според Лоран Табако двигателите спират и екипажът може би изхвърля твърде много гориво преди аварийното кацане. Съобщава се, че свидетелите чуват обичайния шум от двигателя по време на катастрофата, но не и пламъци, когато самолетът се разпада. Полетното записващо устройство и звукозаписващото устройство на самолета са възстановени и започва разследване от правителството на Централноафриканската република.